# Tibouchina ademarii
Tibouchina ademarii är en tvåhjärtbladig växtart som beskrevs av P.J.F.Guim., R.Romero och Lúcio de Souza Leoni. Tibouchina ademarii ingår i släktet Tibouchina och familjen Melastomataceae. Inga underarter finns listade i Catalogue of Life.